# Il diavolo veste Prada (film)
Il diavolo veste Prada (The Devil Wears Prada) è un film del 2006 diretto da David Frankel, il cui soggetto è tratto dall'omonimo romanzo di Lauren Weisberger.

## Trama
Andrea Sachs, detta Andy, è una ragazza neolaureata in cerca di lavoro, appena arrivata a New York. Vorrebbe fare la giornalista e il talento non le manca: così decide di presentarsi ad un colloquio per l'ambito ruolo di seconda assistente di Miranda Priestly, l'influente e tirannica direttrice della rivista di moda Runway. Andy però non ha la minima inclinazione per la moda, né nasconde tutta la sua ignoranza in merito: inizialmente Miranda la liquida in fretta, salvo poi ripensarci dopo che la ragazza le dice di essere molto sveglia e determinata.
L'obiettivo di Andy è fare esperienza per il curriculum, in modo da poter intraprendere in futuro una carriera da giornalista. Emily, la prima assistente di Miranda, che tra l'altro non perde l'occasione di deriderla, le illustra i suoi compiti: rispondere al telefono e svolgere le commissioni. Il primo giorno, Andy subisce un'umiliazione da Miranda di fronte a tutti: la direttrice le fa notare di non avere alcuna percezione del luogo in cui si trova, demolendo le sue convinzioni riguardo all'impatto del mondo della moda sulle sue discutibili scelte di vestiti. Quella stessa sera, la ragazza si sfoga con il fidanzato Nate, un aiuto cuoco, e ribadisce la sua intenzione di resistere per un anno. Nelle settimane seguenti, Andy continua a svolgere le commissioni, soprattutto quelle personali di Miranda, sottoponendosi alle sue angherie.
Una sera, la ragazza è con suo padre Richard, che è venuto a trovarla: l'uomo fa notare alla figlia di essere assorbita dal lavoro e di non fare ciò per cui ha studiato, ma lei rimane convinta che quel lavoro potrebbe portarle molti vantaggi. Poco dopo però, Andy si trova costretta a dover sacrificare la serata e cercare una soluzione d'emergenza per far tornare Miranda da Miami a New York e permetterle di assistere alla recita delle sue figlie. A causa di un uragano però, non ci sono voli e ogni sforzo risulta vano: al rientro in ufficio, la donna dice ad Andy di essere una delusione. Triste e sconsolata, la ragazza si sfoga con Nigel, il più stretto collaboratore di Miranda, che però la esorta a non piangersi addosso e le ribadisce l'importanza di lavorare per Runway, la ragazza allora decide di farsi aiutare da lui per dare una svolta radicale al suo look usando i vestiti del campionario; col passare del tempo, comincia a comprendere l'importanza di cose a cui prima non aveva mai dato peso (anche se questo non interessa a Nate, e i suoi amici la prendono in giro per il suo impegno).
Una sera, dopo aver svolto una commissione, Andrea conosce Christian Thompson, un giovane freelance che scrive per le riviste: quest'ultimo le prospetta un futuro radioso come giornalista e si propone di leggere qualche suo articolo. Intanto continua ad essere sempre più efficiente nel suo lavoro, tanto che ottiene il compito di consegnare il menabò a casa di Miranda. Nonostante le raccomandazioni di Emily riguardo alla massima discrezione, Andrea va nel pallone, interrompendo la donna e il marito nel corso di una litigata. Il giorno dopo, Miranda, con la sua consueta calma, le dà un ultimatum, pena il licenziamento: trovare il manoscritto dell'ultimo libro inedito di Harry Potter per le sue figlie gemelle. Dopo alcuni tentativi difficili, Andy decide di mollare tutto, ma per fortuna Christian la informa di aver trovato il manoscritto grazie ad una sua conoscenza: la ragazza così si riabilita agli occhi di Miranda.
Durante una serata di beneficenza, Andy aiuta con successo Emily (sempre più divorata dal pensiero di dimagrire in vista della partecipazione alla trasferta annuale a Parigi per la settimana della moda) nel suggerire a Miranda i nomi delle personalità presenti. Allo stesso tempo però, la ragazza manca alla festa di compleanno di Nate, che rimane molto deluso e arrabbiato. Dopo la serata di beneficenza, Andrea sorpassa Emily nelle gerarchie di Miranda, che infatti decide di portarla a Parigi al posto della collega, dicendole che se dovesse rifiutare rischierà di perdere il posto di lavoro. Mentre riceve la notizia da Andy, Emily viene investita da un taxi e ricoverata in ospedale.
Poco prima di partire per Parigi, la protagonista rompe con Nate, che non la comprende più: i due si prendono una pausa. A Parigi, tra un evento e l'altro, Miranda viene lasciata dal suo secondo marito e si lascia andare ai suoi pensieri con Andy. Più tardi Nigel informa quest'ultima che lascerà Runway per un ruolo di direttore nella società in espansione dello stilista James Holt, con l'approvazione di Miranda. Quella sera, Andy si getta tra le braccia di Christian Thompson; il giorno dopo però, lui le svela di far parte di un piano secondo il quale l'editore di Runway sta per dare il benservito alla Priestly, considerata ormai sorpassata, per far posto alla rampante Jacqueline Follet, direttrice dell'edizione francese.
Andy si precipita da Miranda per riferirle quanto ha saputo, ma quest'ultima la evita. Nella grande occasione pubblica che celebra l'affiliazione tra la rivista Runway e Holt, Miranda annuncia che il direttore artistico della nuova azienda creata da quest'ultimo sarà Jacqueline, e non il fidato Nigel, come previsto. La donna così ha abilmente dirottato altrove chi avrebbe potuto succederle, assicurandosi la sua permanenza a capo della rivista ma inferendo un duro colpo alle spalle dell'uomo, che ingoia il rospo.
Miranda dice ad Andy che sapeva già del complotto alle sue spalle e che dunque non deve sentirsi in colpa per quanto accaduto a Nigel, anche perché lei ha fatto lo stesso con Emily "rubandole" la settimana della moda parigina. Di fronte alla possibilità di vedersi dipinta come una possibile "nuova Miranda", la ragazza, parlando in macchina con la superiore, si rende conto che la strada intrapresa è lontana dalle sue aspirazioni e che il rischio di trovarsi inghiottita da un mondo che non le appartiene si farà sempre più concreto se non si fermerà in tempo. Così esce dall'auto e volta per sempre le spalle a Miranda.
Tornata a New York, Andrea recupera il rapporto con Nate, che nel frattempo ha trovato un nuovo lavoro, in seguito viene assunta come giornalista per il Mirror, anche grazie alle ottime referenze della sua ex principale. Inoltre, chiama Emily per informarla che vuole lasciarle i vestiti che ha ricevuto a Parigi, sapendo quanto ci teneva a riceverli.
Nella scena finale del film, Andy rincontra Miranda proprio davanti all'edificio di Runway e le rivolge un sorriso salutandola, mentre la donna la guarda ed entra in auto fingendo indifferenza: solo una volta dentro la macchina, lontano da occhi indiscreti, si lascia andare a un sorriso, per poi tornare subito ad essere la Miranda fredda e impassibile di sempre.

## Produzione
Inizialmente il ruolo di Miranda Priestly fu scritto per Glenn Close la quale, stanca di interpretare ruoli da "cattiva", rifiutò la parte, andata poi all'amica Meryl Streep. Altre attrice considerate furono Catherine Zeta-Jones e Michelle Pfeiffer.
Per il ruolo di Andy, prima della Hathaway, vennero proposte Rachel McAdams, Kate Hudson, Kirsten Dunst, Natalie Portman, e Scarlett Johansson.

## Colonna sonora
È uscita una compilation con tutte le canzoni estratte dal film.
1. Madonna - Jump (3:24)
2. Madonna - Vogue (4:53)
3. Bitter:Sweet - Bittersweet Faith (4:20)
4. U2 - City of Blinding Lights (5:44)
5. Jamiroquai - Seven Days in Sunny June (4:00)
6. Alanis Morissette - Crazy (3:38)
7. Moby - Beautiful (3:10)
8. Ray LaMontagne - How Come (4:28)
9. Azure Ray - Sleep (5:00)
10. DJ Colette - Feelin' Hypnotized (4:55)
11. Mocean Workers - Tres Tres Chic (3:39)
12. David Morales - Here I Am (Kaskade radio edit) (3:38)
13. Theodore Shapiro - Suite From The Devil Wears Prada
14. KT Tunstall - Suddenly I See (3:18)

La canzone iniziale del film è Suddenly I See di KT Tunstall.

## Distribuzione

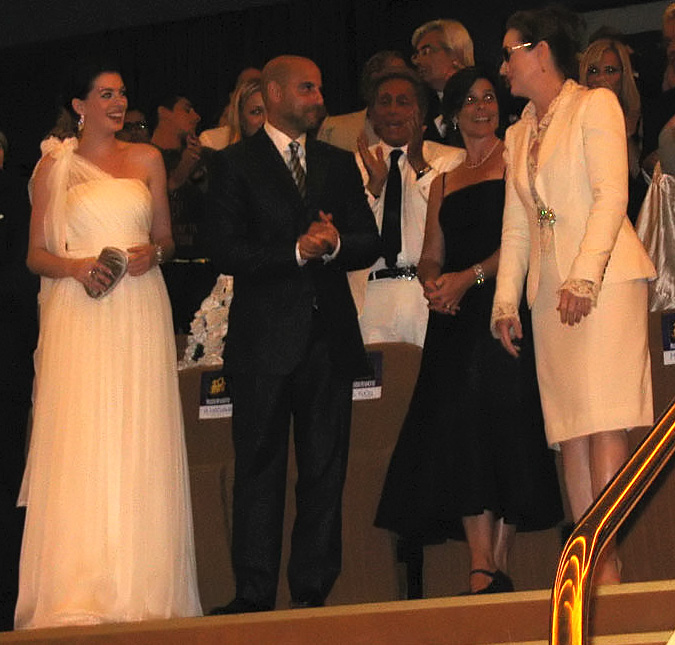
Il cast del film in occasione della première a Venezia.

Il film uscì negli Stati Uniti d'America il 30 giugno 2006, in Italia il 13 ottobre dello stesso anno.

## Accoglienza

### Critica
In patria la pellicola ha ricevuto critiche positive. In Internet ha registrato una valutazione del 76% sul sito web Rotten Tomatoes da parte di critica e pubblico, ed una valutazione di 62/100 da parte dei critici e di 7.4/10 da parte del pubblico su Metacritic. Particolarmente apprezzate sono state le prestazioni di Meryl Streep e di Anne Hathaway. Inoltre il film viene giudicato come un prodotto valido e qualitativamente superiore al romanzo da cui è tratto.
Anche in Italia il film è stato accolto positivamente da critica e pubblico.

### Incassi
A fronte di un budget di produzione di 35 milioni di dollari, il film ha incassato oltre 326 milioni di dollari a livello mondiale, rivelandosi quindi un successo al botteghino.

## Riconoscimenti
- 2007 - Premio Oscar
  - Nomination Miglior attrice protagonista a Meryl Streep
  - Nomination Migliori costumi a Patricia Field
- 2007 - Golden Globe
  - Miglior attrice in un film commedia o musicale a Meryl Streep
  - Nomination Miglior film commedia o musicale
  - Nomination Miglior attrice non protagonista a Emily Blunt
- 2007 - Premio BAFTA
  - Nomination Miglior attrice protagonista a Meryl Streep
  - Nomination Miglior attrice non protagonista a Emily Blunt
  - Nomination Miglior sceneggiatura non originale a Aline Brosh McKenna
  - Nomination Miglior trucco a Nicki Ledermann e Angel De Angelis
  - Nomination Migliori costumi a Patricia Field
- 2007 - Screen Actors Guild Awards
  - Nomination Migliore attrice protagonista a Meryl Streep
- 2006 - Boston Society of Film Critics Awards
  - Nomination Miglior attrice protagonista a Meryl Streep
- 2006 - Chicago Film Critics Association Award
  - Nomination Migliore attrice protagonista a Meryl Streep
- 2007 - MTV Movie Award
  - Nomination Miglior performance rivelazione a Emily Blunt
  - Nomination Miglior performance comica a Emily Blunt
  - Nomination Miglior cattivo a Meryl Streep
- 2006 - National Board of Review Awards
  - Migliori dieci film
- 2006 - Satellite Award
  - Miglior attrice in un film commedia o musicale a Meryl Streep
  - Migliori costumi a Patricia Field
  - Nomination Miglior film commedia o musicale
- 2006 - Critics' Choice Movie Award
  - Nomination Miglior film commedia
  - Nomination Migliore attrice protagonista a Meryl Streep
- 2007 - Central Ohio Film Critics Association Awards
  - Nomination Miglior attrice protagonista a Meryl Streep
- 2006 - New York Film Critics Circle Awards
  - Nomination Miglior attrice protagonista a Meryl Streep
- 2007 - People's Choice Awards
  - Nomination Miglior canzone (Crazy) a Alanis Morissette
- 2006 - Teen Choice Awards
  - Nomination Miglior film commedia
  - Nomination Miglior rivelazione femminile a Emily Blunt
  - Nomination Miglior alchimia a Meryl Streep e Anne Hathaway
  - Nomination Miglior squallidità a Meryl Streep
- 2007 - AFI Award
  - Film dell'anno
- 2007 - Eddie Award
  - Nomination Miglior montaggio in un film commedia o musicale a Mark Livolsi
- 2007 - BMI Film & TV Award
  - Miglior colonna sonora a Theodore Shapiro
- 2007 - Dallas-Fort Worth Film Critics Association Awards
  - Nomination Miglior attrice protagonista a Meryl Streep
  - Nomination Miglior attrice non protagonista a Emily Blunt
- 2007 - London Critics Circle Film Awards
  - Attrice dell'anno a Meryl Streep
  - Attrice britannica non protagonista dell'anno a Emily Blunt
- 2007 - National Society of Film Critics Awards
  - Miglior attrice non protagonista a Meryl Streep
- 2007 - WGA Award
  - Nomination Miglior sceneggiatura non originale a Aline Brosh McKenna
- 2007 - AARP Movies for Grownups Awards
  - Nomination Miglior attrice a Meryl Streep
- 2006 - African-American Film Critics Association
  - Migliori dieci film
- 2006 - Alliance of Women Film Journalists
  - Miglior attrice comica a Meryl Streep
  - Nomination Miglior commedia da o sulle donne a David Frankel
  - Nomination Miglior sceneggiatura scritta da una donna a Aline Brosh McKenna
- 2006 - Awards Circuit Community Awards
  - Nomination Miglior attrice protagonista a Meryl Streep
  - Nomination Miglior attrice non protagonista a Emily Blunt
- 2007 - Costume Designers Guild Awards
  - Nomination Migliori costumi a Patricia Field
- 2006 - Dublin Film Critics Circle Awards
  - Nomination Miglior attrice non protagonista a Meryl Streep
- 2007 - Gold Derby Awards
  - Nomination Miglior attrice protagonista a Meryl Streep
  - Nomination Migliori costumi a Patricia Field
- 2006 - Golden Schmoes Awards
  - Nomination Miglior attrice non protagonista a Emily Blunt
- 2006 - Indiewire Critics' Poll
  - Nomination Miglior performance da protagonista a Meryl Streep
- 2010 - International Online Film Critics' Poll
  - Nomination Miglior attrice del decennio a Meryl Streep
- 2007 - Italian Online Movie Awards
  - Miglior attrice non protagonista a Meryl Streep
- 2007 - Jupiter Award
  - Nomination Miglior attrice internazionale a Meryl Streep
  - Nomination Miglior attrice internazionale a Anne Hathaway
- 2007 - MTV Movie Awards, Russia
  - Nomination Miglior film internazionale
- 2006 - North Texas Film Critics Association
  - Miglior attrice a Meryl Streep
- 2007 - Online Film & Television Association
  - Nomination Miglior attrice a Meryl Streep
  - Nomination Migliori costumi a Patricia Field
- 2007 - Online Film Critics Society Awards
  - Nomination Miglior attrice a Meryl Streep
- 2007 - Rembrandt Awards
  - Miglior attrice internazionale a Meryl Streep
- 2007 - St. Louis Film Critics Association
  - Nomination Miglior attrice non protagonista a Meryl Streep
- 2007 - USC Scripter Award
  - Nomination Miglior sceneggiatura a Aline Brosh McKenna e Lauren Weisberger
- 2007 - Vancouver Film Critics Circle
  - Nomination Miglior attrice non protagonista a Meryl Streep
- 2006 - Women Film Critics Circle Awards
  - Miglior performance comica a Meryl Streep
  - Miglior sceneggiatrice a Aline Brosh McKenna

## Riferimenti alla realtà
Lauren Weisberger per anni ha lavorato a Vogue: si è ispirata alla direttrice Anna Wintour per il ruolo di Miranda.
Al film prendono parte anche le modelle Gisele Bündchen, Heidi Klum, Bridget Hall, Inés Rivero (ragazza in ascensore), Alyssa Sutherland, e in un cameo appare anche lo stilista Valentino.

## Sequel
Nel luglio 2024, viene annunciata la produzione del sequel del film, tratto dal libro La vendetta veste Prada, con lo stesso regista e le due protagoniste confermate. Il 23 maggio 2025 viene annunciato che il sequel uscirà nei cinema il 1° maggio 2026. 
New entry saranno Kenneth Branagh nel ruolo del nuovo marito di Miranda, Simone Ashley, Lucy Liu, Justin Theroux, B. J. Novak, Pauline Chalamet, Helen J. Shen,  Conrad Ricamora, Caleb Hearon, Rachel Bloom, Patrick Brammall e Sydney Sweeney.